# Rembrandt Research Project

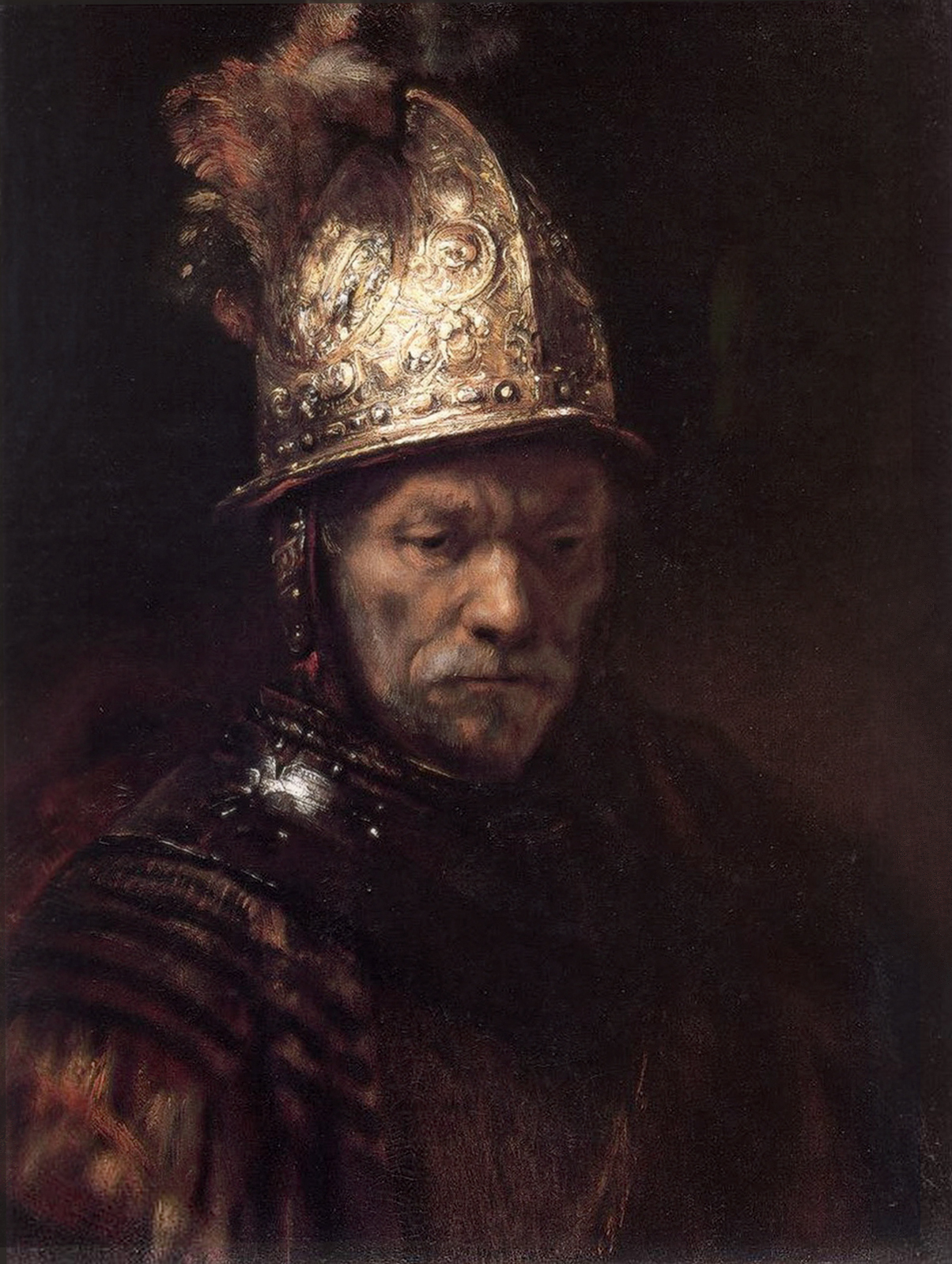
Der Mann mit dem Goldhelm, zugeschrieben dem Rembrandt-Umkreis, Gemäldegalerie in Berlin

Das Rembrandt Research Project in Amsterdam bestand aus einer Gruppe von Wissenschaftlern, die auf Initiative der Nederlandse Organisatie voor Wetenschappelijk Onderzoek von 1968 bis 2014 die Werke Rembrandt van Rijns auf ihre Echtheit und Eigenhändigkeit untersuchten. Unter den Rembrandt zugeschriebenen Werken befanden sich viele, die von Schülern und Angestellten in seiner Werkstatt angefertigt und teils unter seinem Namen verkauft worden waren. Die Untersuchungen des Rembrandt Research Projects führten zu einigen, zum Teil spektakulären, Abschreibungen von zuvor als Werk Rembrandts bekannten Gemälden. In diesem Zusammenhang stieß das Projekt auch auf Kritik und Widerspruch. Neben der Echtheitsuntersuchung hat das Projekt weitere Erkenntnisse zu Rembrandts Arbeit und seinen Werken geliefert.

## Vorgeschichte und Problematik
Die Bestimmung der Eigenhändigkeit von Werken Rembrandts fiel bereits seinen Zeitgenossen schwer, da sie von denen anderer Künstler wie Govaert Flinck, Jan Lievens oder Arent de Gelder zum Teil nur schwer zu unterscheiden sind. Zudem wurden in der Werkstatt Kopien und Varianten angefertigt, so dass zum Beispiel zehn Versionen des Reuigen Judas bekannt sind, die nicht eindeutig einem bestimmten Künstler zugeordnet werden können. Zum Teil können Archivalien, literarische Erwähnungen oder Reproduktionsstiche zur Bestimmung des Urhebers herangezogen werden, was aber nicht besonders zuverlässig ist. Hinzu kommen naturwissenschaftliche Untersuchungen der Werke und die Kennerschaft über spezifische Qualitäts- und Stileigenschaften des Künstlers, nach denen Übereinstimmungen und Abweichungen im Vergleich mit nicht dokumentierten Werken festgestellt werden können. Sie unterliegen jedoch subjektiven Gesichtspunkten. Noch zu Beginn des 20. Jahrhunderts war eine optimistische Zuschreibungspraxis verbreitet, die stilistische Merkmale für die Bewertung eines Gemäldes als eigenhändiges Werk Rembrandts weit fasste.
Dies hatte zur Folge, dass in der Literatur eine große Zahl von Werken Rembrandts genannt wurde, Angaben, die sich durch Übernahmen in neueren Publikationen gewissermaßen "festgeschrieben" haben. Hinzu kam, dass die Besitzer solcher zugeschriebener Werke aus finanziellen Gründen (Arbeiten von Rembrandt wurden seit jeher zu hohen Preisen gehandelt) oder wegen des Prestiges (ein "echter" Rembrandt als Glanzstück einer privaten aber auch öffentlichen Sammlung) diesen Angaben gerne Glauben schenkten und kein Interesse daran hatten, dass gegenteilige Aussagen publiziert wurden.

## Struktur des Rembrandt Research Projects und dessen Arbeit
Das Rembrandt Research Project ist interdisziplinär aufgebaut und trägt die Erkenntnisse der verschiedenen Wissenschaftler in jeweiligen Publikationen zusammen. Mitglieder des Projekts waren unter anderem Josua Bruyn, Bob Haak, Simon H. Levie, Pieter van Thiel und Ernst van de Wetering. Die vier Erstgenannten zogen sich aus dem Projekt zurück.
Das Projekt bewertet die Bilder, die Rembrandt zugeschrieben werden, in Bezug auf ihre Authentizität. Sie teilten die Werke in drei Kategorien ein: Kategorie A umfasst Gemälde, deren Urheberschaft Rembrandts gesichert ist, Kategorie B solche, deren Urheberschaft Rembrandts nicht als sicher angesehen, aber auch nicht abgesprochen werden kann, und Kategorie C beinhaltet Werke, deren Urheberschaft Rembrandts nicht bestätigt werden kann und die seinem Umkreis zugeordnet werden. Dabei ist die Zuordnung einiger Werke in die jeweilige Kategorie nicht unumstritten gewesen. So wurde 1982 von den drei auf vergoldete Kupferplatten gemalten Bildern Lachender Soldat aus dem Mauritshuis, Betende alte Frau der Residenzgalerie und ein Selbstbildnis aus dem Schwedischen Nationalmuseum, die alle ein ähnliches kleines Format aufweisen, mit der Betenden alten Frau nur das am perfektesten gemalte Bild als authentisch erklärt. Im Katalog der Ausstellung Der junge Rembrandt. Rätsel um seine Anfänge, die 2001 in Amsterdam und Kassel zu sehen war, wurden aber auch die beiden anderen Bilder zum sicheren Kern der authentischen Werke aus Rembrandts Schaffen der Jahre 1627 bis 1629 gezählt. Diese Unklarheit gibt es bei einigen Werken. So hat auch Ernst van de Wetering von einigen seiner frühen Abschreibungen Abstand genommen und Werke wieder dem Kreis der authentischen Gemälden zugerechnet.
Das Rembrandt Research Project verringerte die Zahl der als authentisch geltenden Werke Rembrandts auf rund 350 und publizierte seine Forschungsergebnisse in sechs Katalogen. Zu den prominentesten Abschreibungen zählt dabei das Porträt Der Mann mit dem Goldhelm der Berliner Gemäldegalerie. Es wurde nicht sicher neuzugewiesen, aber es existiert die Hypothese, dass es von dem aus Augsburg stammenden Maler Johann Ulrich Mayr, der zeitweise in Rembrandts Werkstatt arbeitete, angefertigt wurde, da der Helm aus einer Augsburger Waffenschmiede stamme. Daneben besteht die Hypothese, dass der Urheber dieses Porträts nicht in der Werkstatt, sondern im weiteren Umkreis Rembrandts zu suchen ist. Ebenfalls von Abschreibungen in größerem Umfang waren die Zeichnungen betroffen, während die Radierungen schon weitgehend von Schulwerken und Nachahmungen befreit waren.
Neben der Frage der Authentizität der Werke Rembrandts gewann das Rembrandt Research Project auch neue Erkenntnisse zur Werkstatt und zum Unterricht Rembrandts und Archivfunde zur Biographie des Künstlers, zu Modellen und frühen Provenienzen seiner Werke. Weiter hat es viele naturwissenschaftliche Informationen zu Werken Rembrandts in einer Datenbank zusammengetragen, so etwa zu den verwendeten Pigmenten, Bindemitteln und Malgründen. Zudem wurden mit Röntgenaufnahmen und der Neutronenautoradiografie viele Hinweise zum Malprozess erzielt.

## Fortsetzung als Rembrandt Database
Nachdem die finanzielle Unterstützung der Nederlandse Organisatie voor Wetenschappelijk Onderzoek 1998 endete und nach Veröffentlichung von fünf Katalogbänden 2011 wurde das Projekt mit finanzieller Unterstützung der Andrew W. Mellon Foundation, des RKD – Nederlands Instituut voor Kunstgeschiedenis und das Mauritshuis als The Rembrandt Database fortgeführt.

## Publikationen
Das Rembrandt Research Project veröffentlichte:
- A Corpus of Rembrandt Paintings. Band I: 1625–1631. Nijhoff, 1982, ISBN 90-247-2614-X.
- A Corpus of Rembrandt Paintings. Band II: 1631-1634. Nijhoff, ISBN 90-247-3339-1.
- A Corpus of Rembrandt Paintings. Band III: 1635-1642. Nijhoff, 1990, ISBN 90-247-3781-8.
- A Corpus of Rembrandt Paintings. Band IV: The self-portraits. Springer-Verlag, Dordrecht 2005, ISBN 1-4020-3280-3.
- A Corpus of Rembrandt Paintings. Band V: The Small-Scale History Paintings. Springer-Verlag, Dordrecht 2011, ISBN 978-1-4020-4607-0.
- A Corpus of Rembrandt Paintings. Band VI: Rembrandt’s Paintings Revisited - A Complete Survey. Springer-Verlag, Dordrecht 2014, ISBN 978-94-017-9173-1.

## Kritik
Das Rembrandt Research Project wurde vor allem wegen seiner Abschreibungspraxis kritisiert. So wurde etwa Kritik von Seiten einer Gruppe von angelsächsischen Kunsthistorikern, der einige Museumskuratoren angehörten, laut, deren Beweggründe die Methodik des Projektes und die Gefahr für eigene Rembrandtbestände waren. Der ehemalige Direktor des Den Haager Mauritshuis, Frits Duparc, kritisierte die Stellung van de Weterings im Projekt, der als Autorität über den anderen Forschern stehen würde und die Richtung vorgäbe. Dem entgegnete Wetering, dass er die Informationen seiner Forscherkollegen sammle und dann publiziere.